# Самчики
Са́мчики — село в Україні,у Старокостянтинівській міській громаді Хмельницького району Хмельницької області. Населення становить ▼1359 осіб. До 2020 орган місцевого самоврядування — Самчиківська сільська рада. 
Через Самчики протікає річка Случ.

## Історія
- Поселення відоме з середини 16 століття і називалося Замчики. Землі належали князю Василю Костянтину Острозькому.

У результаті історичних подій, наприкінці XVII ст. на південну Волинь із Мазовії приходять представники року Хоєцьких. На початку ХVIII ст., - 3 липня 1715 року, в м. Дубно Олександр Домінік Любомирський, користуючись правом ординаційним із ключа Старокостянтинівського надає Яну Сам’юелю Хоєцькому пусте урочисько Остриківці та Самчики.
- На початку 18 століття після черги володарів маєток отримав Януш Хоєцький, який у 1725 р. створив собі резиденцію на березі річки Случі. В добу господарювання родини Хоєцьких побудовано церкву Параскеви П'ятниці, що збереглася донині. Франтішек Казімеж (Франц Казимір) Хоєцький заснував у Самчиках монастир Маріавітів, лікарню, будував дома для убогих.[2]
- У 1791 р. садибу Хоєцьких, яка перейшла до Любомирських, у Єжи Марціна Любомирського[3] придбав гайсинський староста Петро Чечель. З його ініціативи і його коштом садиба була перетворена на палацово-парковий ансамбль з новим палацом, пейзажним парком і парковими павільйонами. З міркувань економії стара оселя Хоєцьких теж збережена і перетворена на службовий флігель. Це найстаріша кам'яна будівля садиби.

- За участь в польському визвольному повстанні в 19 ст. цар конфіскував садибу Чечеля і її продали з аукціону. Гроші отримав цар, а володарем маєку став купець з Житомира Купріян Ляшков.
- 7 (20) листопада 1917 року, відповідно до.Третього Універсалу Української Центральної Ради, увійшло до складу Української Народної Республіки[4].

- Після більшовицького перевороту 1917 р. палац стояв пусткою, потім використовувався за різним призначенням, що врятувало будівлі від повного знищення. Тут були: комунальні квартири, лікарня, піонерський табір. Будівлі ще раз збереглися в роки 2-ї світової війни.

- В повоєнні роки садиба-помешкання для науково-дослідної станції, а парк використовують як експериментальне поле.
- З 1990 р. садибу Самчики визнано музеєм. З 1997 р. його офіційна назва — Державний історико-культурний заповідник «Самчики» (див. також Самчиківський парк).
- 12 червня 2020 року, відповідно до розпорядження Кабінету Міністрів України № 727-р «Про визначення адміністративних центрів та затвердження територій територіальних громад Хмельницької області», увійшло до складу Старокостянтинівської міської громади.[5] 19 липня 2020 року, після ліквідації Старокостянтинівського району, село увійшло до Хмельницького району.[6]

## Населення

### Мова
Розподіл населення за рідною мовою за даними перепису 2001 року:
| Мова       | Кількість | Відсоток |
| ---------- | --------- | -------- |
| українська | 1635      | 97.20%   |
| російська  | 39        | 2.32%    |
| румунська  | 3         | 0.18%    |
| польська   | 3         | 0.18%    |
| білоруська | 1         | 0.06%    |
| болгарська | 1         | 0.06%    |
| Усього     | 1682      | 100%     |

## Транспорт
До села можна потрапити
- дизель-поїздом "Хмельницький-Вінниця" до залізничної станції Замчики (2 км до села).
- або приміським автобусом Старокостянтинів-Самчики

## Галерея

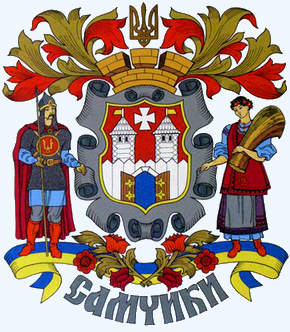
Великий герб Самчиків
Дослідна станція на території заповідника «Самчики»
Писанка, що представляла Хмельницький на параді Писанок - 2012 тепер знаходиться на території заповіднику "Самчики"
Пам'ятний знак на честь воїнів-односельчан
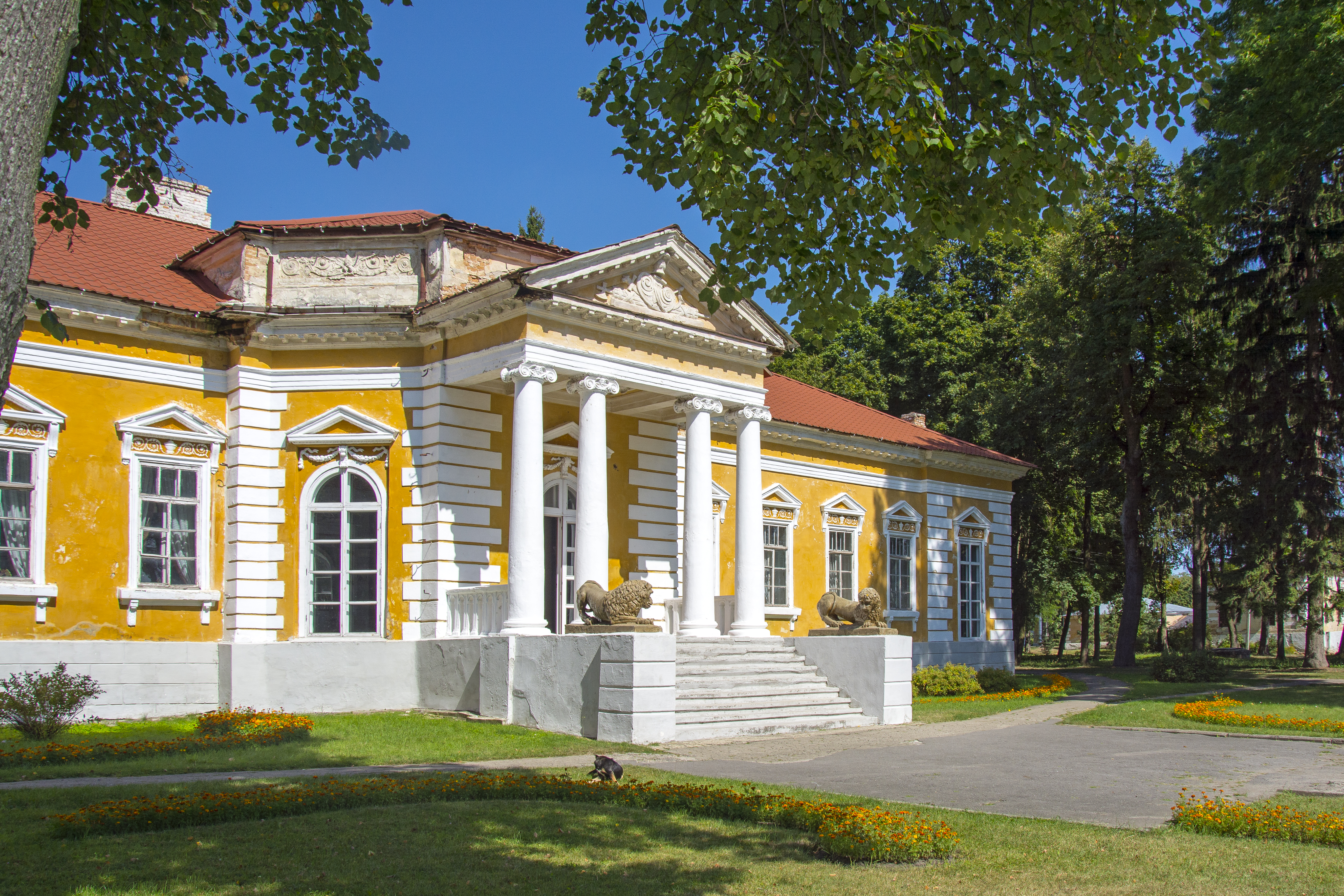
Палац
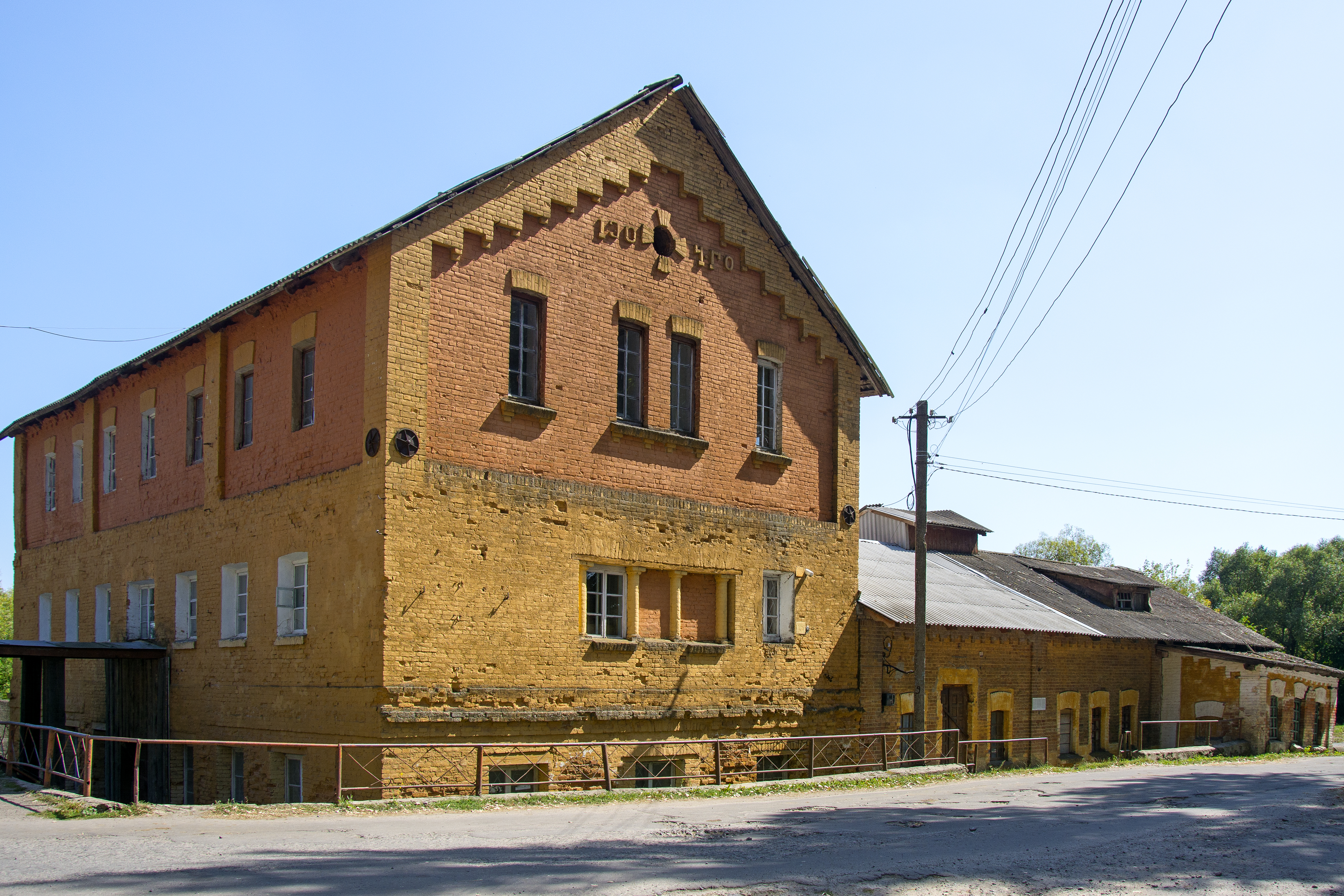
Водяний млин
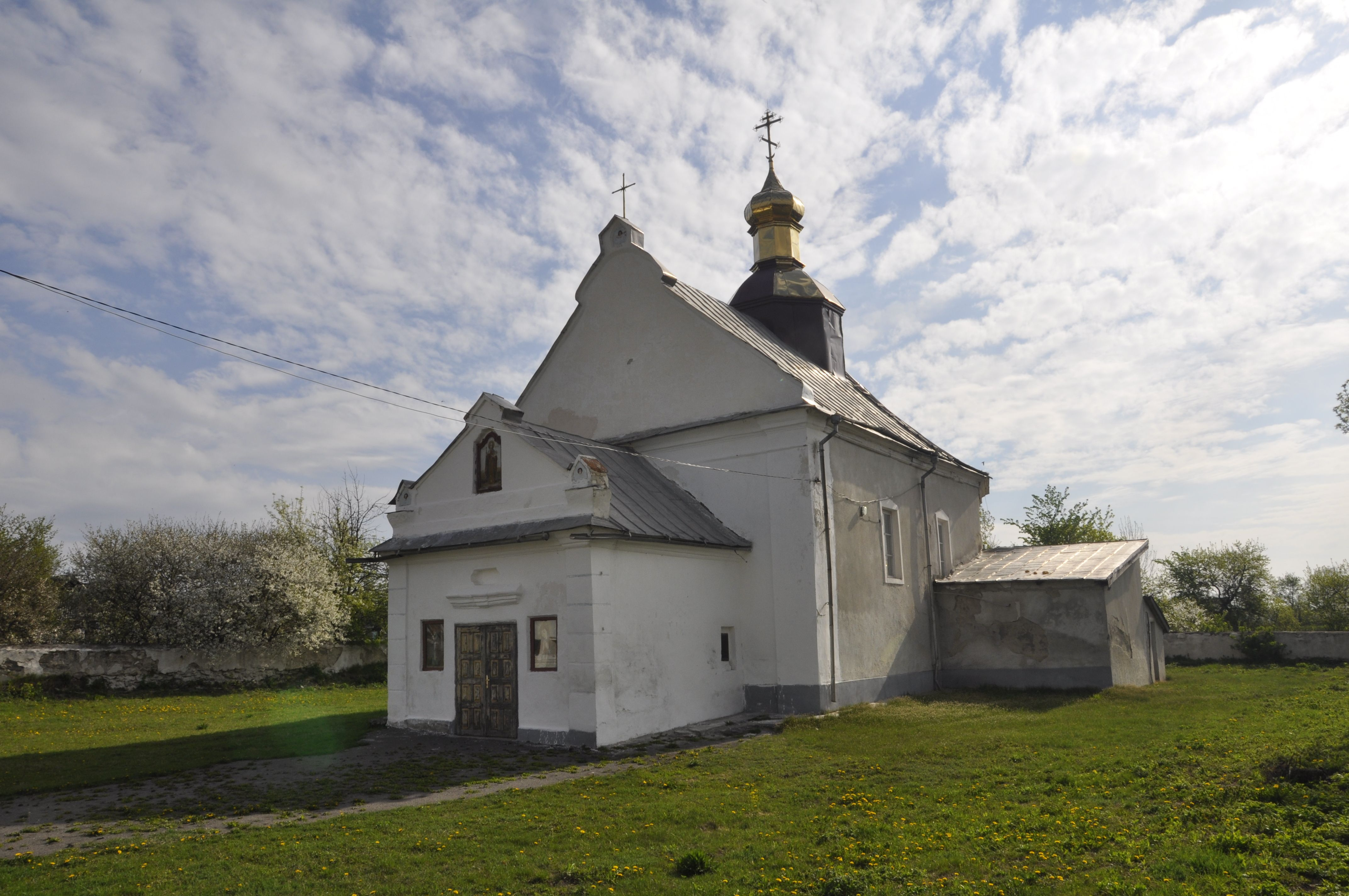
Церква святої Параскеви П'ятниці (Самчики)
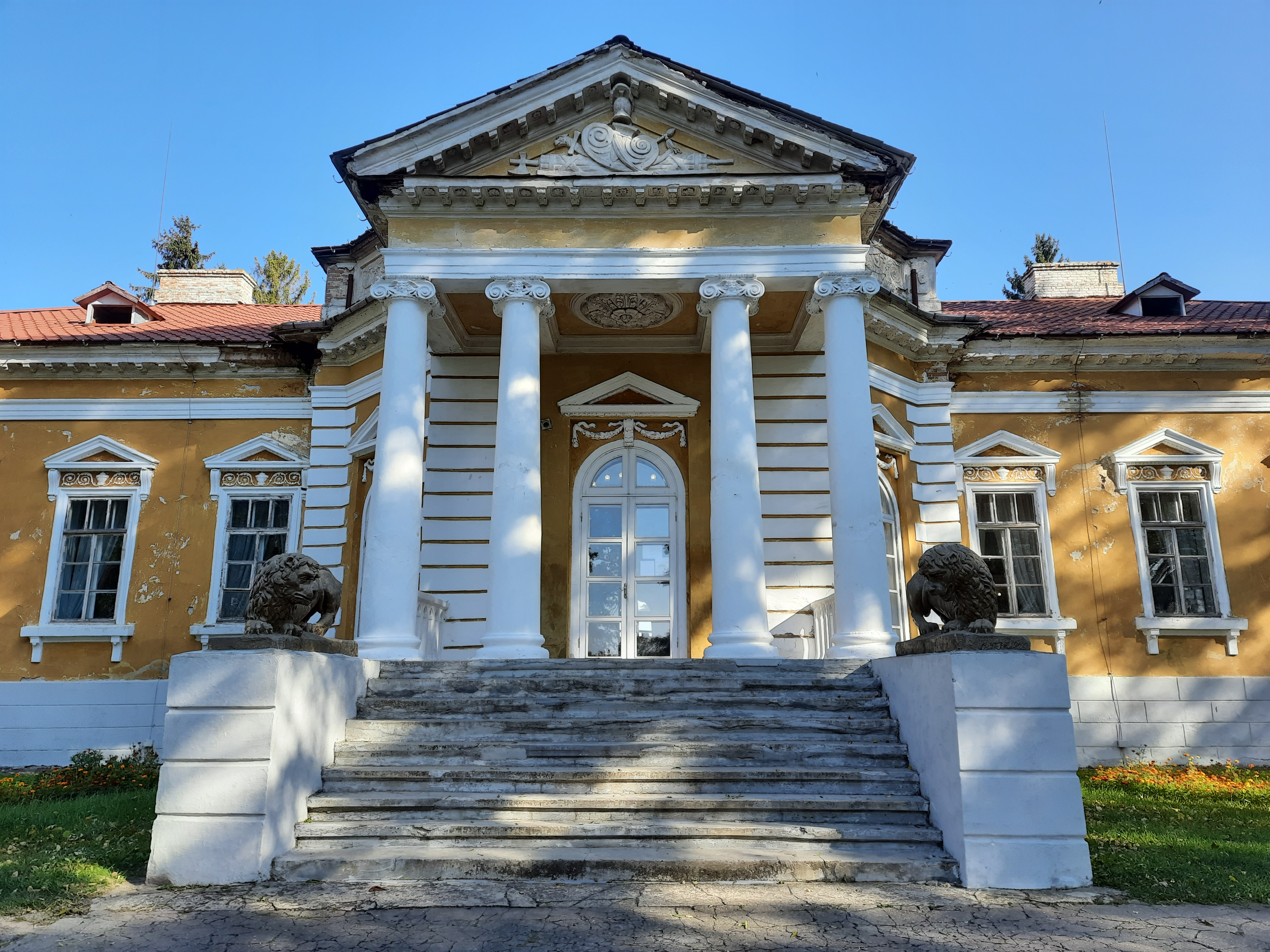
Палац
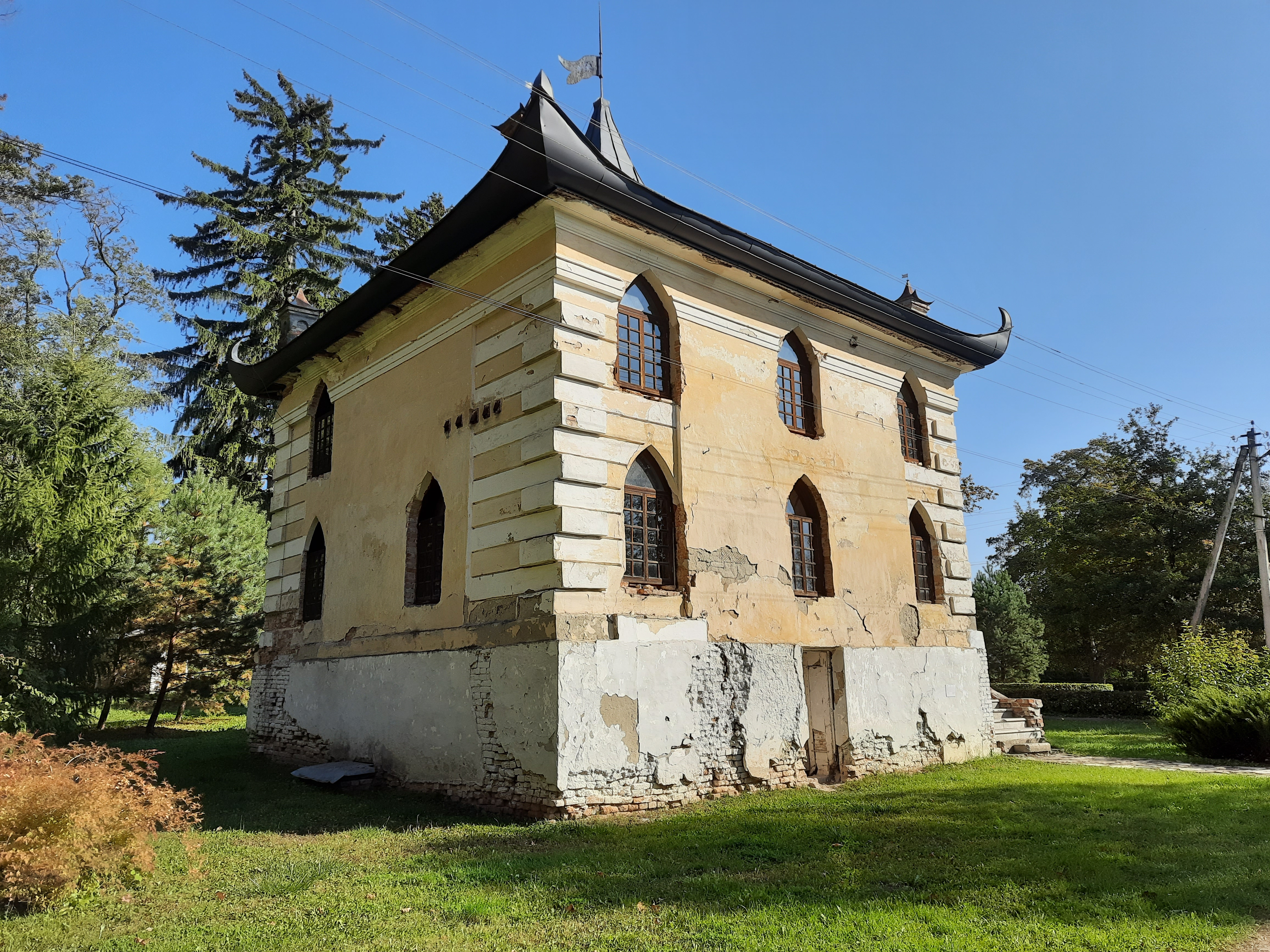
Китайський будинок
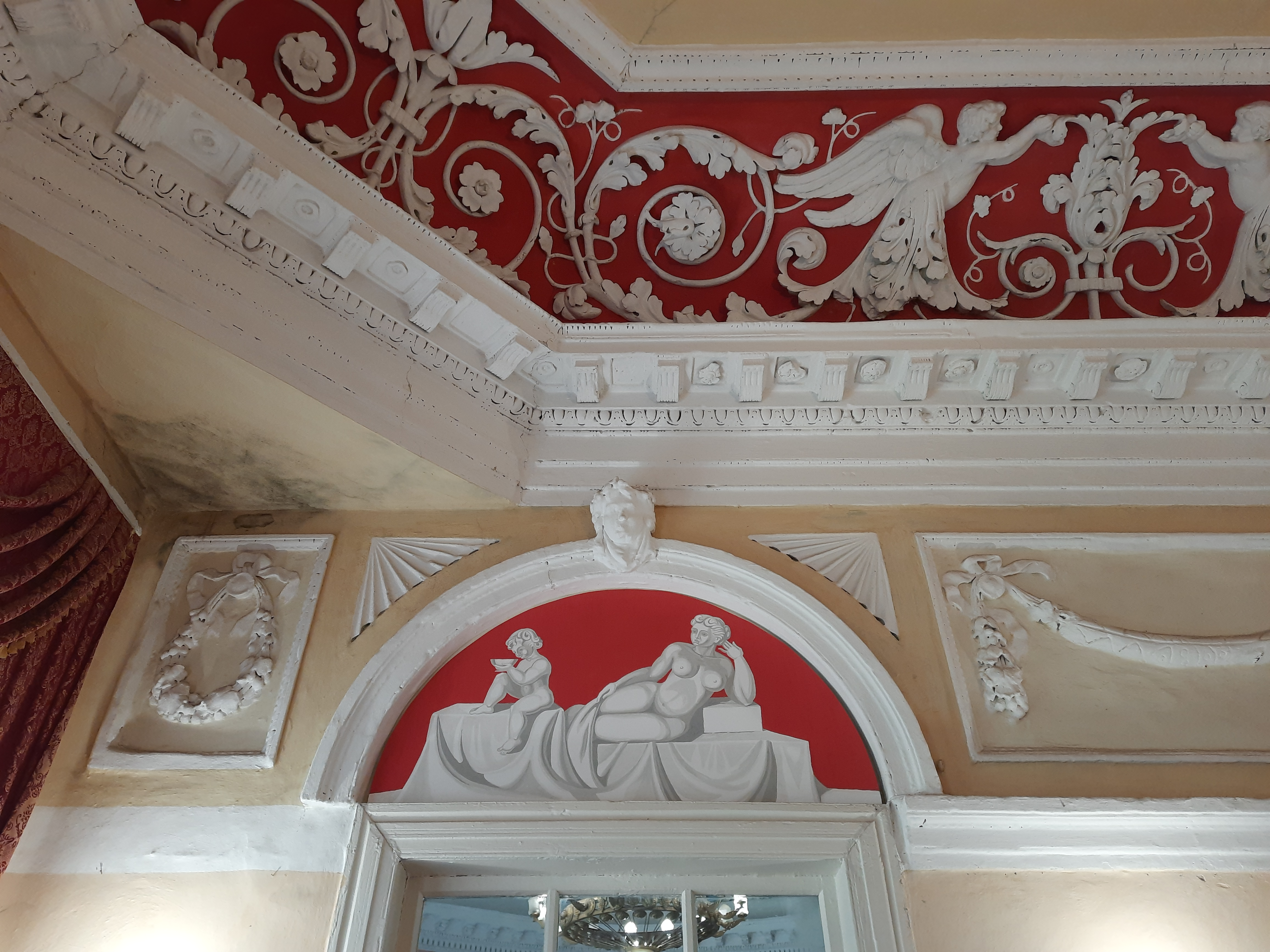
Палац, фрагмент декору
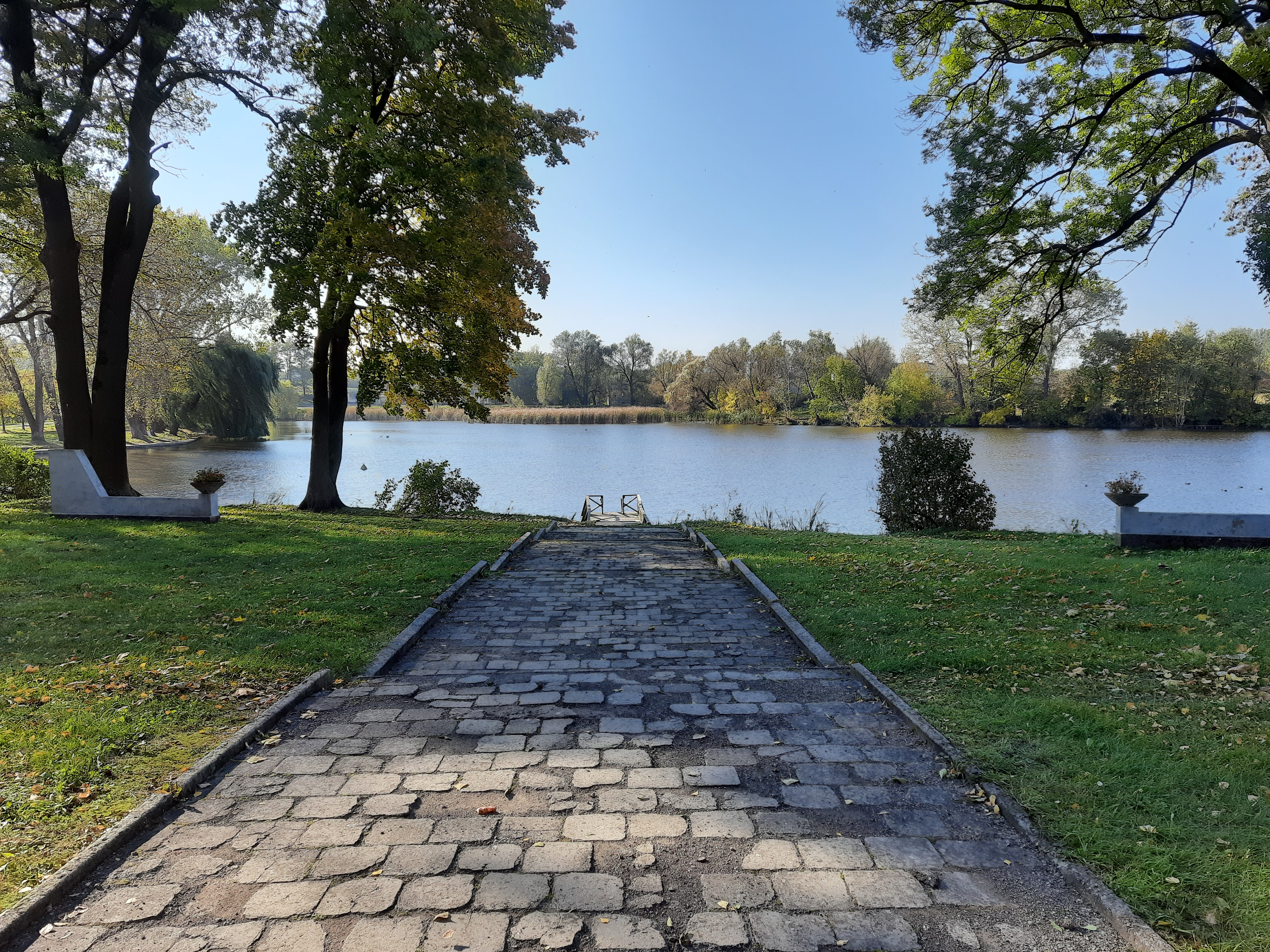
Палацово-парковий ансамбль «Самчики»
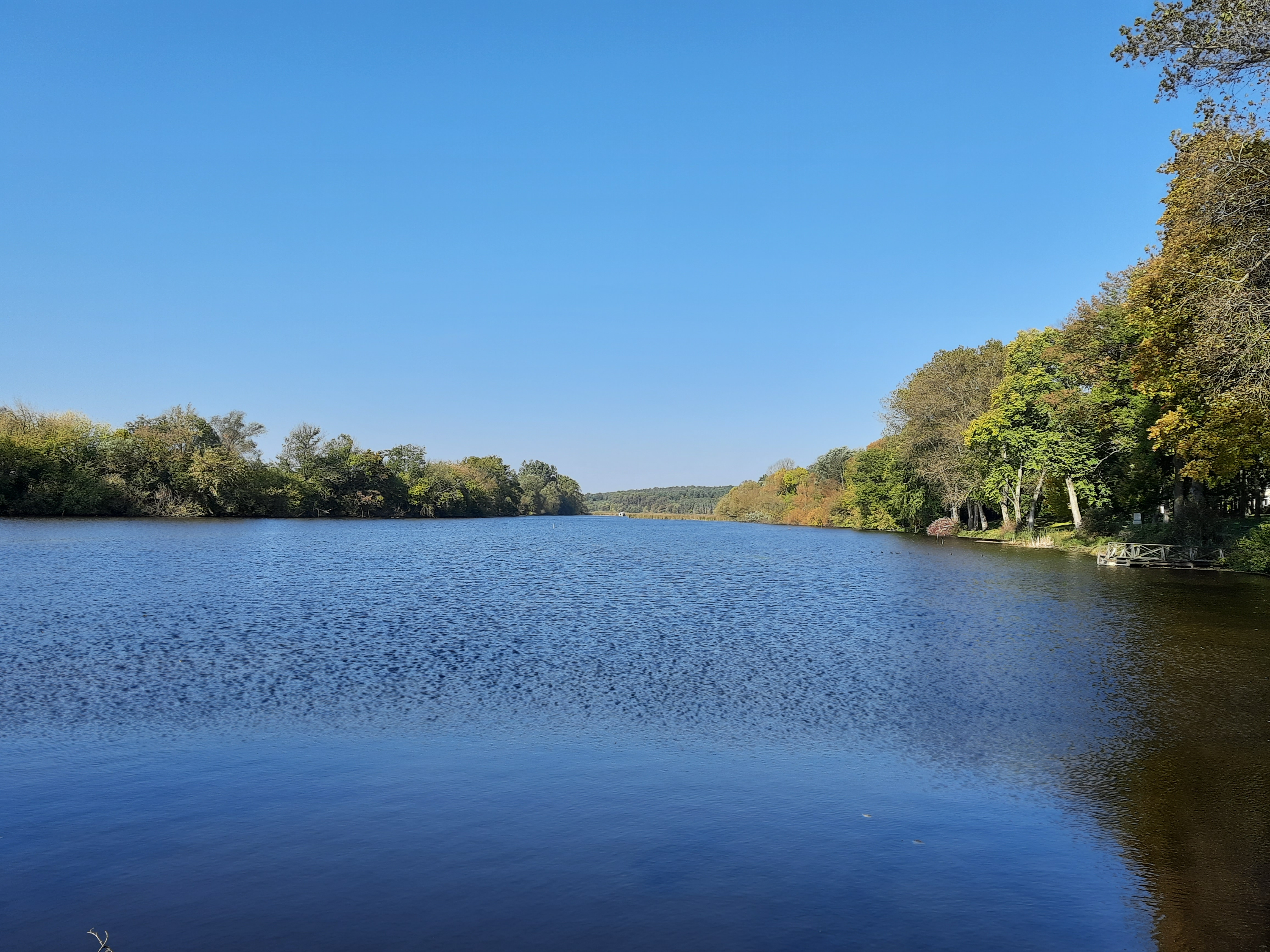
Палацово-парковий ансамбль «Самчики»

## Відомі люди
В селі народилися:
- Прокоп'юк Микола Архипович (нар.1902 — †1975) — Герой Радянського Союзу.
- Шнайдер Борис Лукич (нар. 1937) — український майстер декоративного мистецтва.